# Jean Ruel
Pour les articles homonymes, voir Ruel.
Jean-François Ruel ou Jean de la Ruelle ou Jean du Ruel ou Ioannes Ruellius, né probablement en 1474 à Soissons, et mort le 24 septembre 1537, est un médecin et un botaniste français.

## Biographie
Il donne une nouvelle traduction du traité de Dioscoride en 1516 : Pedacii Dioscoridis. Son ouvrage de 1536, De Natura stirpium libri tres, fait l'inventaire des connaissances botaniques de son époque mais ne propose aucune méthode de classification ; les espèces sont présentées pèle-mêle. Malgré tout, Jean Ruel tente de donner une description morphologique précise et définit pour ce faire tout un vocabulaire.
Médecin de François Ier et régent de la faculté de médecine de Paris, il devient le chanoine de Notre-Dame après la mort de sa femme.
Charles Plumier (1646-1704) lui a dédié le genre Ruellia (de la famille des Acanthacée).